# 멜케르 할베리
멜케르 할베리(스웨덴어: Melker Hallberg, 1995년 10월 20일, 스웨덴 융뷔홀름 ~ )는 현재 세인트 존스톤 FC에서 뛰는 스웨덴의 축구 선수이다.

## 클럽 경력
할베리는 칼마르에서 남쪽에 있는 융뷔홀름이라는 마을에서 자랐다. 그곳에서 그는 뫼레 BK라는 지역 축구 클럽에서 선수 생활을 시작했고, 13살에 나이에 스웨덴 5부 리그 1군 데뷔를 하였다.
2010년, 할베리는 칼마르 FF 유소년팀으로 영입되었다. 2년 뒤에, 그는 16살의 나이에 알스벤스칸 데뷔전을 치루며, 클럽 역사상 역대 최연소 1군 선수가 되었다. 2012년 7월 15일, IF 엘프스보리를 상대로 골을 뽑아내며 2-1 승리를 거둔 경기에서 알스벤스칸 역대 4번째 최연소 득점 선수가 되었다. 2012년 12월, 그는 4년 연장 계약을 맺었다. 알스벤스칸에서 두 번째 시즌을 보낸후인 그가 17살이던때에, 할베리는 신문사 엑스프레센이 선정한 리그 최고의 선수 14위에 선정되었다.

## 국가대표팀 경력
할베리는 모든 연령대의 스웨덴 유소년 대표팀에 정기적으로 출전해왔다. 2013년 8월, 그는 노르웨이와의 경기에서 처음으로 스웨덴 U-21 팀에 발탁되었다.

## 수상

### 개인상
- 알스벤스칸 올해의 유망주상: 2013